# Valeo
Valeo (по-русски произносится Валео, от лат. valeo «быть здоровым») — французская компания, производитель и поставщик автомобильных комплектующих и запасных частей. Штаб-квартира — в Париже.

## История
В 1908 году британский предприниматель Герберт Фруд изобрёл тормозные накладки из асбеста, назвав их феродо. В 1910 году Эжен Бюиссон (фр. Eugène Buisson) приобрёл права на продажу таких накладок во Франции, а в 1923 году основал компанию под названием Société Anonyme Française du Ferodo («Французское акционерное общество феродо»). Вскоре компания начала производство не только тормозных накладок, но и сцеплений. В 1962 году была поглощена компания Sofica, производитель систем обогрева автомобиля. В 1964 году была создана дочерняя компания в Италии по производству сцеплений, она была названа Valeo. Затем были открыты филиалы в Испании, Бразилии, Аргентине и США.
В 1970-з годах во Франции началась консолидация производителей автомобилей и комплектующих, вызванная нефтяным кризисом 1973 года. К 1980 году Ferodo поглотила целый ряд компаний, включая SEV (Société Anonyme pour l’Equipement Electrique des Vehicules, основана в 1912 году, электрооборудование автомобилей), Paris-Rhône (основана в 1915 году, автомобильная и военная электроника), Cibie (основана в 1919 году, светотехника), Marchal (основана в 1923 году, светотехника), Soma (трансмиссии и гидравлические системы). В 1980 году компания Ferodo сменила название на Valeo; к этому времени оборот компании достиг 7 млрд франков, у неё было около 100 заводов в 16 странах мира.
В 1986 году контроль над компанией получил итальянский предприниматель Карло де Бенедетти, купивший 19 % акций. Новым генеральным директором стал Ноэль Гутар (Noel Goutard), заменивший Андре Бюиссона, сына основателя. В следующие годы были поглощены немецкая компания Tibbe, бразильская Bongotti и две французские, Chausson Thermique и Neiman. К 1990 году выручка Valeo достигла 20 млрд франков. В 1998 году за 1,7 млрд долларов было куплено подразделение автомобильного электрооборудования у ITT Corporation.
В 1996 году Valeo открыла представительство в Польше. С 2001 года завод находится в польском городе Скавина. Площадь завода составляет 38 000 м², на нем занято более 2000 рабочих. Завод в Польше разрабатывает и производит теплообменники: охладители двигателя и воздушного турбокомпрессора, масляные радиаторы, системы кондиционирования и модули охлаждения.
В 2016 году была куплена немецкая компания Peiker Acustic, производитель акустических систем и автомобильной электроники. Позже в том же году была приобретена ещё одна компания из Германии, FTE automotive.

## Собственники и руководство
Ключевыми акционерами Valeo по состоянию на 2024 год были Dassault Group (5,63 %) и Bpifrance (5,15 %). Остальные акции находятся в свободном обращении на бирже Euronext Paris, а также в виде американских депозитарных расписок на внебиржевом рынке в США, крупными держателями были BlackRock (5,80 %), Norges Bank (5,66 %), Capital Group Companies (5,12 %), Le Fonds stratégique de participations (4,17 %), сотрудники компании (4,36 %).
- Жиль Мишель (Gilles Michel, род. 10 января 1956 года) — председатель совета директоров с 2023 года, до этого возглавлял промышленную группу Imerys.
- Кристоф Перийа (Christophe Perillat, род. 12 сентября 1965 года) — генеральный директор с 2022 года, в компании с 2000 года.

## Деятельность

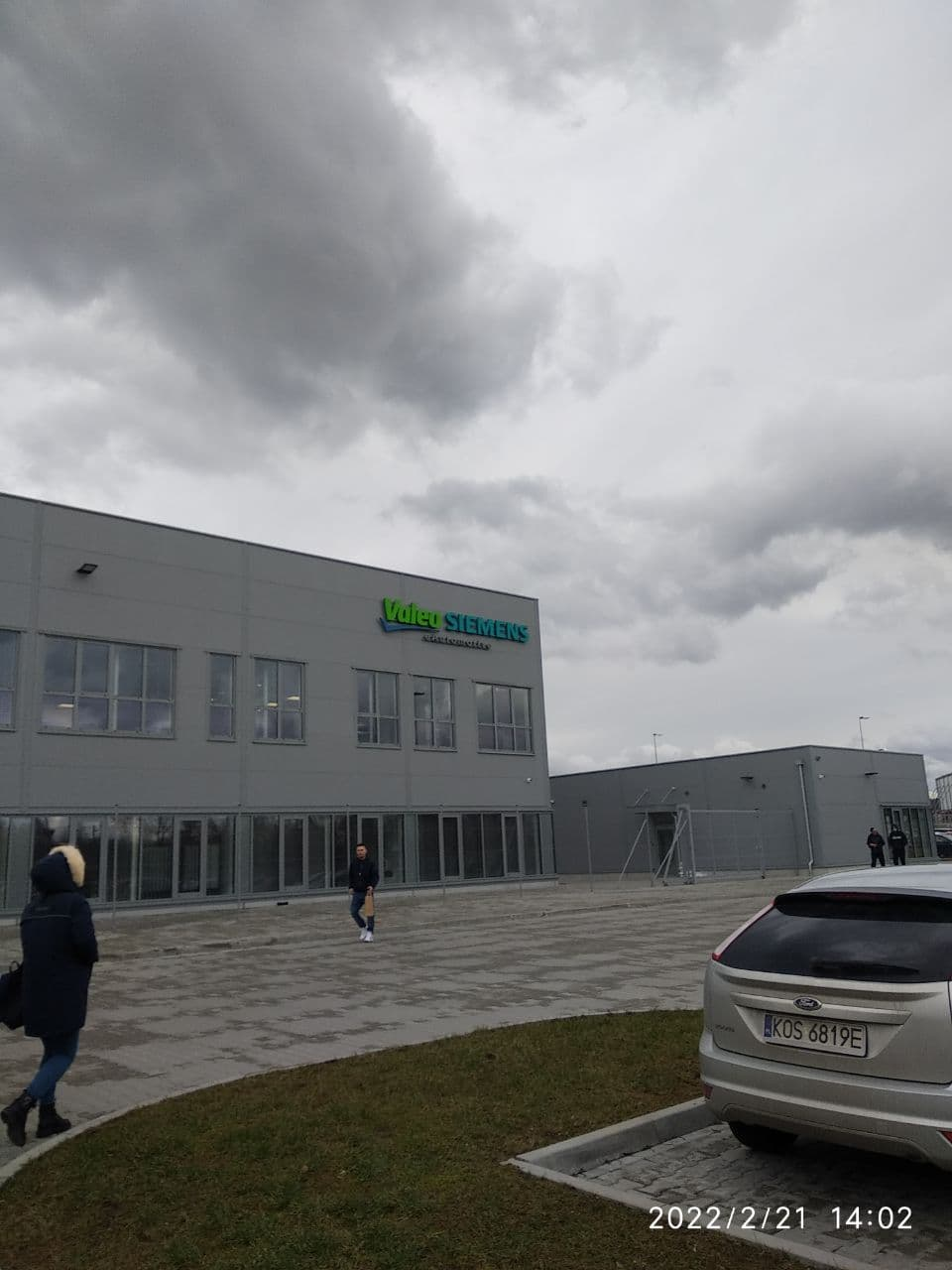
Завод Valeo Siemens eAutomotive

Компания выпускает системы сцепления, освещения, охлаждения двигателя, электронного управления двигателем, тормозные и климатические системы и др. автокомпоненты, а также оборудование для станций технического обслуживания. Valeo принадлежит 175 заводов и 66 научно-исследовательских центров в 20 странах мира. Среди клиентов Valeo многие автомобильные компании мира, включая BMW, Ford, General Motors.
Регионы деятельности по состоянию на 2023 год:
- Европа и Африка — 48 % выручки, 75 заводов, 34 научно-исследовательских центра, 55 тыс. сотрудников;
- Азия — 32 % выручки (в том числе КНР — 15 %), 72 завода и 24 научно-исследовательских центра, 38 тыс. сотрудников;
- Америка — 20 % выручки, 28 заводов, 8 научно-исследовательских центров, 19 тыс. сотрудников.

Выручка Valeo за 2023 год — 22 млрд евро (за 2022 год — 20 млрд евро).
В списке крупнейших публичных компаний мира Forbes Global 2000 за 2024 год Valeo заняла 1354-е место.

### Valeo в России
В ноябре 2011 года компания открыла завод на территории индустриального парка в Кстовском районе Нижегородской области. Продукция нового предприятия (автомобильные системы освещения, замки и стеклоочистители), поставлялась для предприятий PSA Peugeot-Citroen, Renault в России. Инвестиции в строительство предприятия составили 8 млн евро. В июне 2015 года прекратило производство автомобильных систем освещения на площадке в Кстовском районе Нижегородской области.
В 2012 году Valeo для поставки комплектующих на АвтоВАЗ, открыла производство климатических систем в Тольятти. В 2019 году компания заявила об открытии дополнительной площадки в городе.